# 絵本の家ゆきぼうし
絵本の家ゆきぼうしは、新潟県魚沼市にある絵本を中心とした私設図書館。「自然と子どもと絵本」をテーマとしてボランティアにより運営されている。

## 概要
絵本の家「ゆきぼうし」は、雄大な守門岳を望む旧守門村に、1995年8月6日にオープンした。建設に当たっては、創設者の知人ら多くの人からのカンパや絵本の提供がなされた。
絵本の家では「自然と子どもと絵本」をテーマとして、自然に親しむ活動や絵本を楽しむ活動などを行っている。現在は9700冊を超える蔵書があり、日本の作家や外国の作家の絵本、子どもの本、紙芝居などがある。自然や童話、児童文学、幼児向け、小中学生向け、大人向けの本まで幅広く蔵書し、誰でも自由に本を読んだり借りたりすることができる。
ボランティアスタッフにより定期的なイベントや展示会なども行われている。

### フーのきの森
絵本の家の裏には「フーのきの森」（朴の木の森）があり、木や草花、鳥や昆虫、かえる、小動物など、いろいろな生き物がいる。「フーのきの森」は、絵本と共に子どもたちの心と体の豊かな成長を願うことを目的として設けられ、自由に散策や自然体験ができる。
絵本の家「ゆきぼうし」は、子どもたちがフーのきの森で思いきり遊んだり、部屋で絵本を読んだり「自然」と「絵本」の世界を行ったり来たりできるところに大きな特徴がある。

## 周辺施設
- 目黒邸
- 奥只見レクリェーション都市公園 須原公園
- 須原スキー場
- 玉川酒造

## アクセス
- 関越自動車道魚沼インターチェンジから30分
- JR只見線越後須原駅から徒歩15分